# Lars Lambooij
Lars Lambooij (Tilburg, 16 aprile 1988) è un ex calciatore olandese, di ruolo centrocampista.

## Carriera
Dopo aver giocato quattro stagioni con il Veendam, nel 2013 passa al Go Ahead Eagles con cui esordisce in Eredivisie.